# Communication and Cybernetics
Communication and Cybernetics är vetenskaplig bokserie utgiven av Axel Springer Verlag på 1970-talet. I redaktionen satt de tre professorerna King-Sun Fu, Wolf Dieter Keidel och Hans Wolter.

## Utgivna volymer
| Volym | Titel                                                             | Redaktör                     | Utgivningsår |
| ----- | ----------------------------------------------------------------- | ---------------------------- | ------------ |
| 1     | Grundlagen und Anwendungen der Informationstheorie                | Werner Meyer-Eppler          | ?            |
| 2     | Structural Linguistics and Human Communication                    | Bertil Malmberg              | ?            |
| 3     | Speech Analysis / Synthesis and Perception                        | J. L. Flanagan               | ?            |
| 4     | The Advanced Theory of Language as Choice and Chance              | Gustav Herdan                | ?            |
| 5     | Linguistische Einheiten im Rahmen der modernen Sprachwissenschaft | Göran Hammarström            | ?            |
| 6     | Einführung in die allgemeine Informationstheorie                  | J. Peters                    | ?            |
| 7     | The Measurement of Verbal Information in Psychology and Education | K. Weltner                   | ?            |
| 8     | Facts and Models in Hearing                                       | E. Zwicker & E. Terhardt     | ?            |
| 9     | Linguistic Units and Items                                        | Göran Hammarström            | ?            |
| 10    | Digital Pattern Recognition                                       | King Sun Fu                  | 1976         |
| 11    | Structure and Process in Speech Perception                        | A. Cohen & Sieb Nooteboom    | ?            |
| 12    | Linear Prediction of Speech                                       | J. D. Markel & A. H. Gray Jr | ?            |
| 13    | Whistled Languages                                                | R. G. Busnel & A. Classe     | ?            |
| 14    | Syntactic Pattern Recognition, Applications                       | King Sun Fu                  | 1977         |